# Équipe de Lituanie de Coupe Davis
L'équipe de Lituanie de Coupe Davis représente la Lituanie à la Coupe Davis. Elle est placée sous l'égide de la Fédération lituanienne de tennis.

## Historique
Créée en 1994 après l'éclatement de l'URSS, l'équipe de Lituanie de Coupe Davis a évolué à trois reprises dans le groupe II de la zone Europe-Afrique pour meilleur résultat.

## Joueurs de l'équipe
- Ričardas Berankis
- Laurynas Grigelis
- Dovydas Sakinis
- Lukas Mugevicius